# Moritz von Fries
Moritz, comte von Fries (6 mai 1777, Vienne - 26 décembre 1826, Paris) est un financier, collectionneur d'art et mécène autrichien.

## Biographie
Fils de Johann von Fries et neveu de François d'Escherny, il suit ses études à Leipzig et devient directeur de la banque Fries & Cie.
Plus grosse fortune d'Autriche, il compose une importante collection d'art. Ami de Ludwig van Beethoven, il le soutient financièrement, comme il le fait également pour Franz Schubert. Il sert pendant quelque temps d'intermédiaire dans les négociations de Beethoven avec l'éditeur écossais George Thomson. Fries commande à Beethoven le Quintette opus 29, ainsi sans doute que les sonates opus 23 et 24, œuvres qui lui sont dédiées, de même que la Septième symphonie.

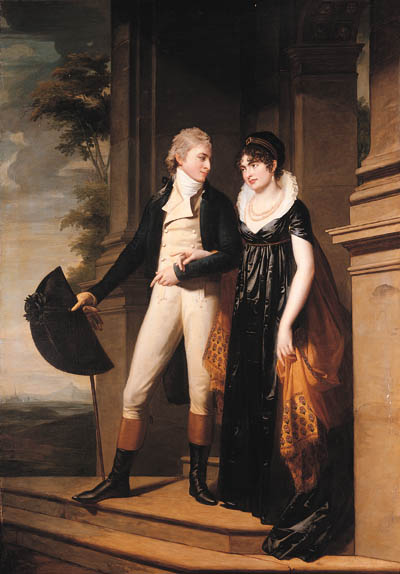
Portrait de Moritz von Fries et de son épouse Theresia zu Hohenlohe-Waldenburg-Schillingsfürst, par Jean-Laurent Mosnier.

En 1800, il épouse la princesse Theresia zu Hohenlohe-Waldenburg-Schillingsfürst (1779-1819), fille du prince Charles-Albert II de Hohenlohe-Waldenbourg-Schillingsfürst (1742-1799) et sœur de Alexandre de Hohenlohe-Waldenbourg-Schillingsfürst.
Il épouse en 1825, en secondes noces, Fanny Münzenberg (1795-1869).

## Sources
- (de) Cet article est partiellement ou en totalité issu de l’article de Wikipédia en allemand intitulé « Moritz von Fries » (voir la liste des auteurs).
- Barry Cooper (trad. de l'anglais par Denis Collins), Dictionnaire Beethoven [« Beethoven compendium »], Lattès, coll. « Musiques et musiciens », 1991, 614 p. (ISBN 978-2-7096-1081-0, OCLC 25167179), p. 78.